# Hochschule Nordhausen
Die Hochschule (HS) Nordhausen – University of Applied Sciences (auch: HSN), bis zum 31. Dezember 2014 Fachhochschule Nordhausen (auch: FHN), wurde in der jetzigen Form im Jahr 1997 gegründet und liegt in Nordhausen, Thüringen. Die Gesamtstudierendenanzahl lag zuletzt (Wintersemester 2023/24) bei 1889 Studenten.

## Geschichte

Logo bis zum 31. Dezember 2014

Die ersten Planungen für eine Hochschule in Nordthüringen wurden 1991 getroffen und wurden ab 1993 konkreter. Neben Nordhausen waren zu diesem Zeitpunkt allerdings noch andere Standorte im Gespräch, wie zum Beispiel Mühlhausen. Ziel einer solchen Hochschule war unter anderem auch die Stärkung der Region, gegenüber der Thüringer Städtekette. Die Planungen für eine Fachhochschule in Nordthüringen führten im Jahr 1997 zur Gründung der Fachhochschule Nordhausen. Das Gelände des Weinbergs hat jedoch schon eine bis 1906 zurückliegende Geschichte mit verschiedenen Bildungseinrichtungen. Seinerzeit erfolgte der Beschluss des Sächsischen Provinziallandtags zum Bau einer Landeserziehungsanstalt, die 1910 eröffnet wurde, von 1914 bis Kriegsende als Lazarett genutzt wurde, ebenso wie im Zweiten Weltkrieg, und beim Bombenangriff auf Nordhausen im April 1945 teilweise zerstört wurde. Das gesamte Grundstück des ehemaligen Landes-Erziehungsheimes, Weinberg 15, wurde Ende April 1950 aus der Straßenbezeichnung herausgenommen und in Weinberghof umbenannt. Im Jahre 1951 wurde die Schule „Fachschule für Landwirtschaft“, 1956–1994 dann auch „Ingenieurschule für Landtechnik“ genannt, auf dem Gelände gegründet.
Mit Beschluss des Landtages von Thüringen im Jahre 1997 gegründet, nahm die Hochschule 1998 ihren Studienbetrieb mit etwa 140 Studierenden in den Studiengängen: Betriebswirtschaft, Sozialmanagement und Technische Sanierung auf. Das Studienangebot wurde über die Jahre hinweg immer weiter ausgebaut, so dass die Hochschule heute 30 Bachelor- und Masterstudiengänge mit etwa 2000 Studierenden vorweist.
2015 wurde die Fachhochschule Nordhausen in „Hochschule Nordhausen“ umbenannt.

## Gliederung

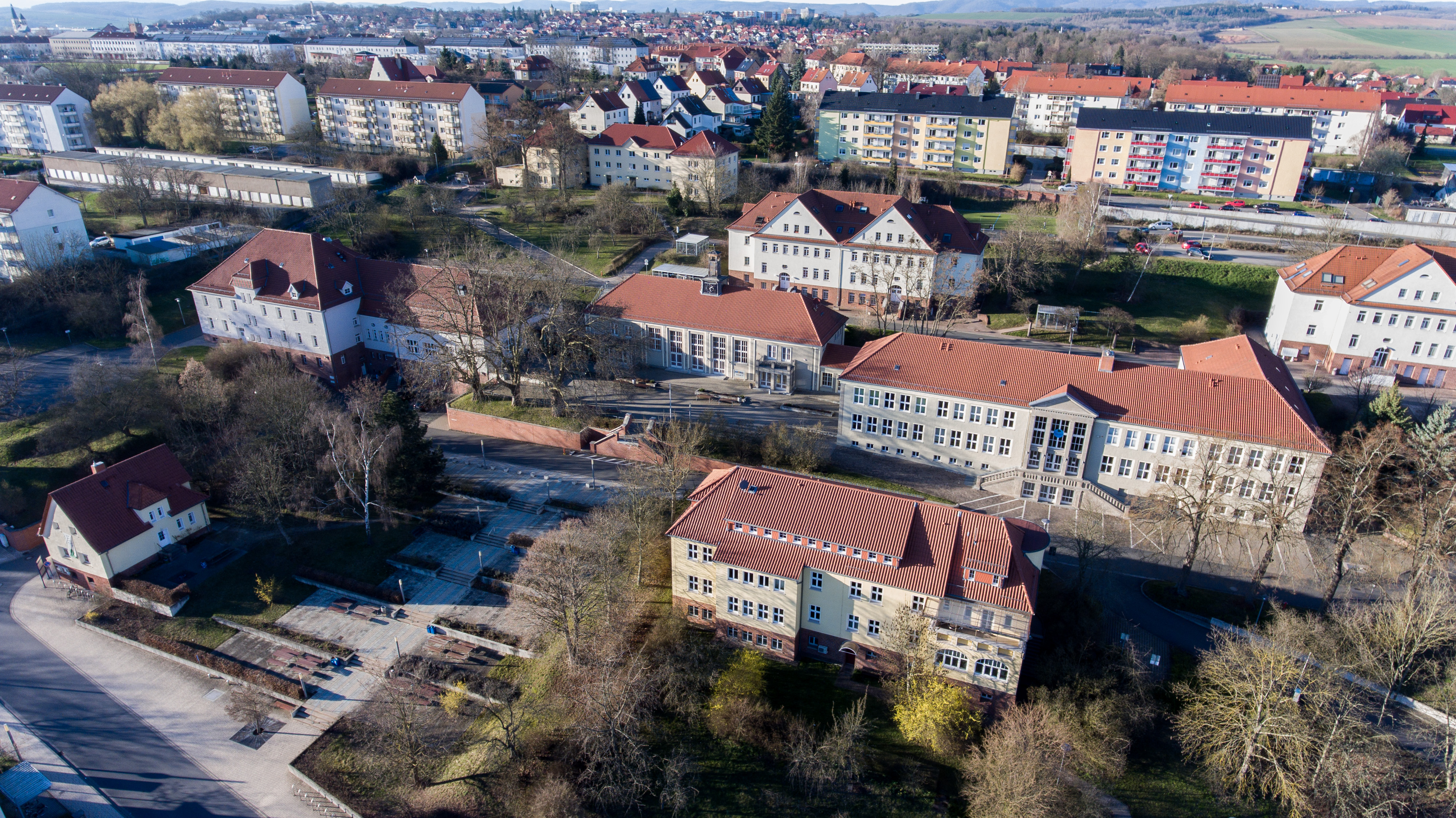
Hochschule Nordhausen mit dem Mensagebäude, Audimax, Studienkolleg, Studentenrat und Verwaltung / Präsidium

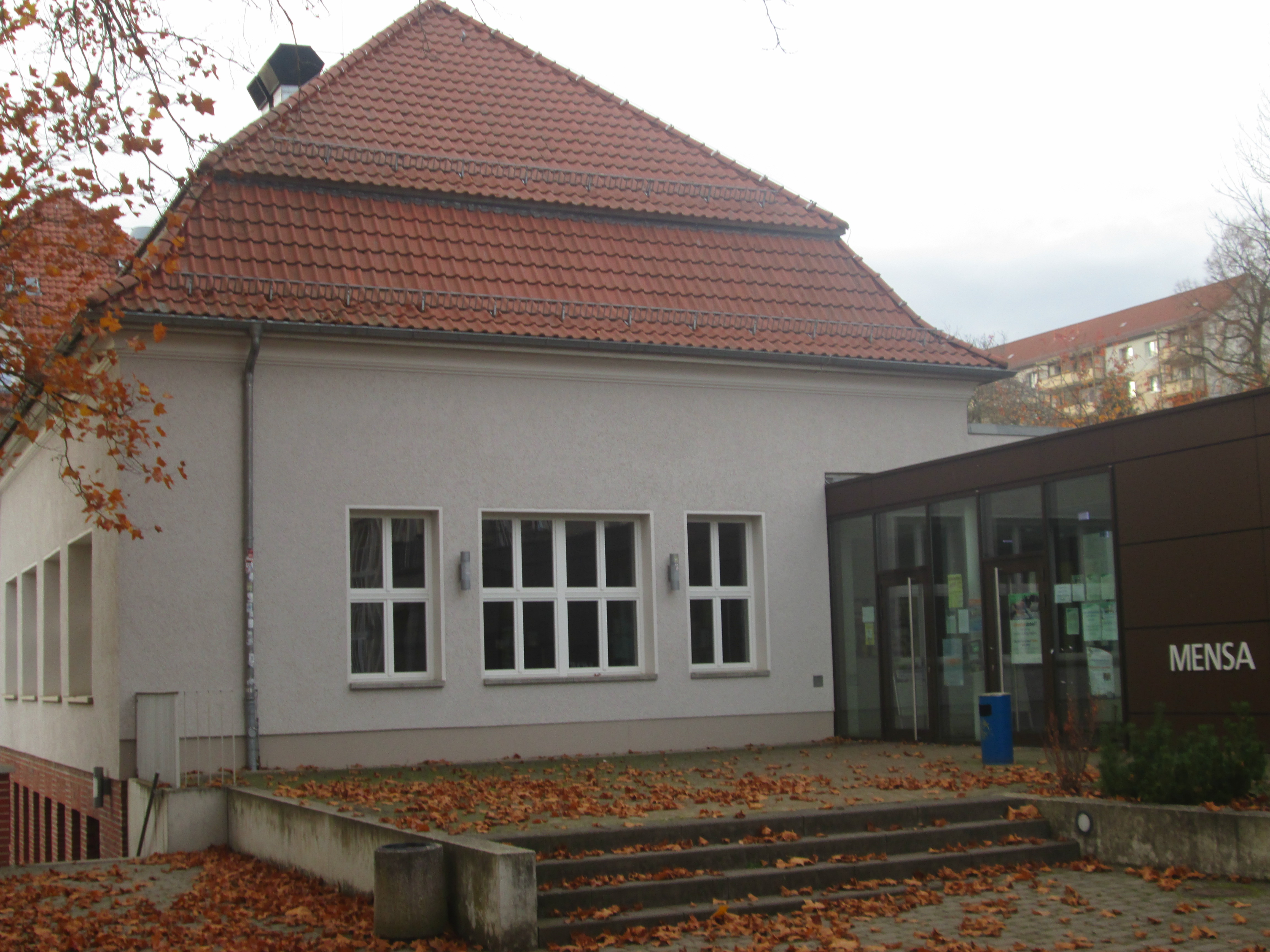
Mensa Weinberghof – Gebäude 10

### Präsidium

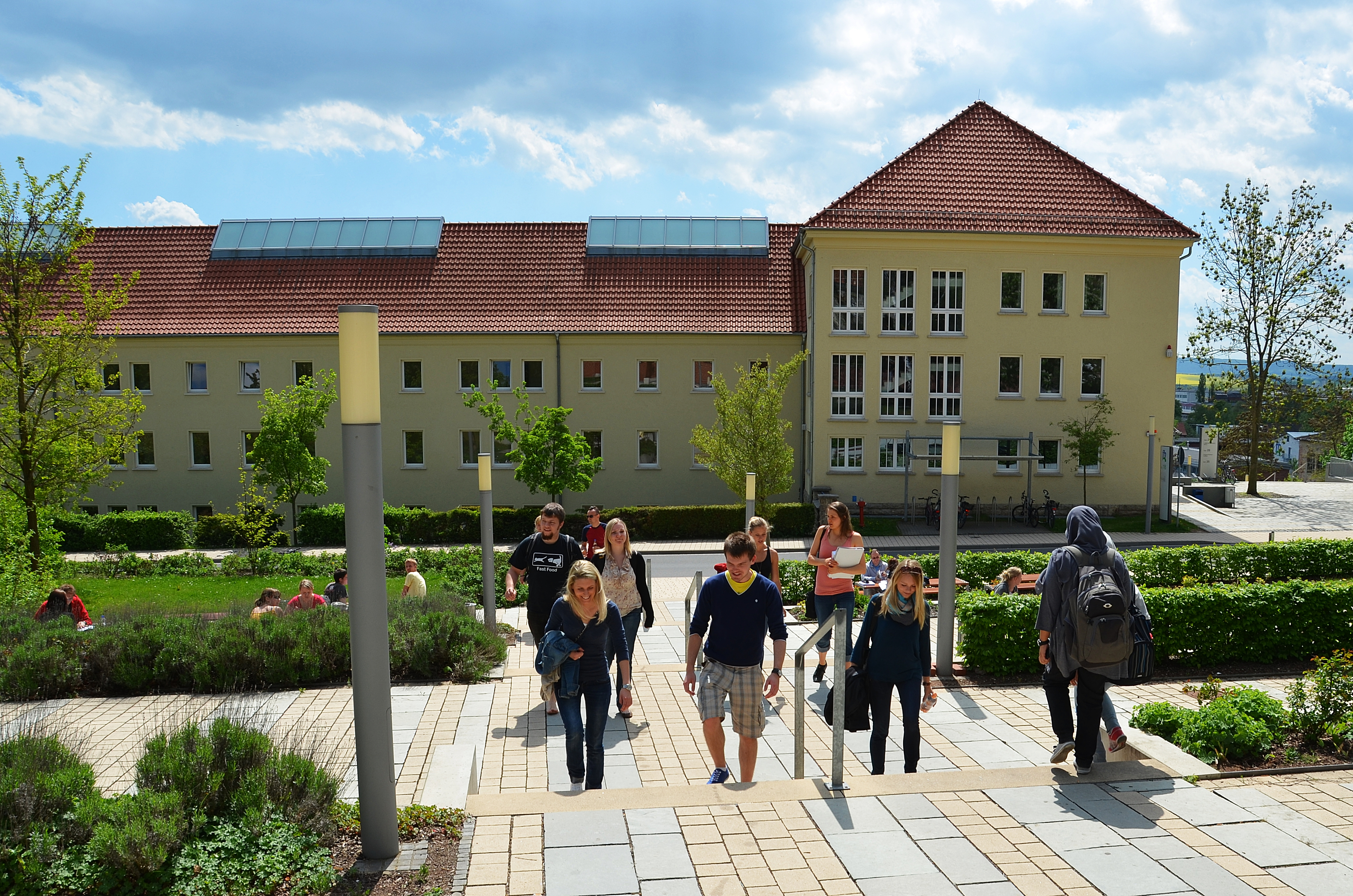
HS Nordhausen, Bibliothek, Haus 18

Die Hochschulleitung (Präsidium) setzt sich zusammen aus dem Präsidenten, dem Vizepräsidenten für Studium und Lehre, dem Vizepräsidenten für Forschung und Entwicklung sowie dem Kanzler.

### Hochschulversammlung

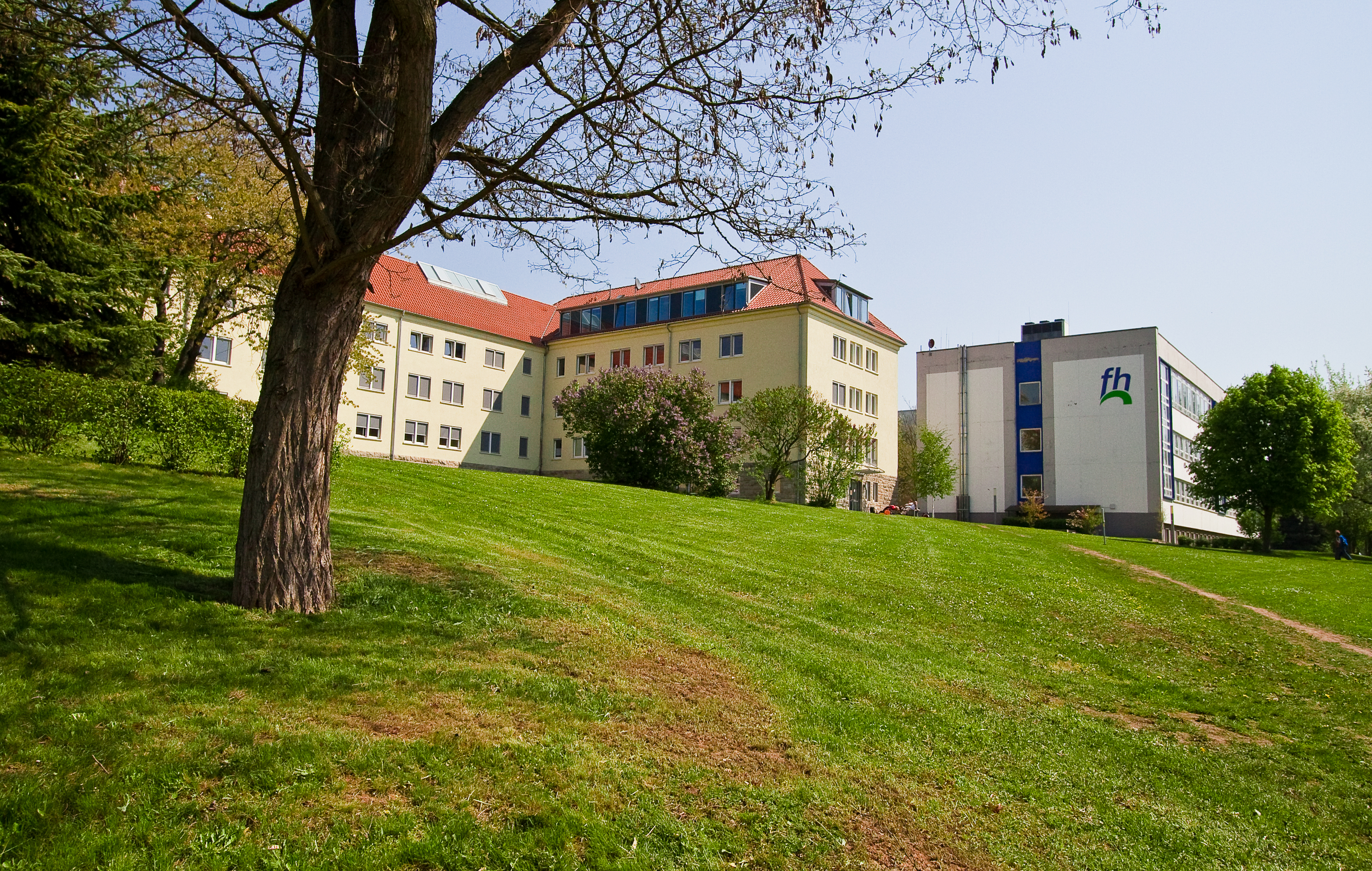
Die Bibliothek u. zentrale Einrichtungen (links) und Gebäude 19

Die Hochschule Nordhausen stellt im Bereich der Gliederung eine Besonderheit in der Thüringer Hochschullandschaft dar. Die Hochschulversammlung ist das zentrale Kollegialorgan der Hochschule Nordhausen. Sie berät über die Profilbildung und Schwerpunktsetzung in der Forschung.

## Studium
Das Studienangebot umfasst 15 Bachelorstudiengänge und 15 Masterstudiengänge (davon fünf weiterbildende Masterstudiengänge) in den zwei Fachbereichen Ingenieurwissenschaften sowie Wirtschafts- und Sozialwissenschaften. Diplomstudiengänge werden nicht angeboten.

## Forschung
- August-Kramer-Institut (AKI), ingenieurwissenschaftliche Lehr- und Forschungseinrichtung mit den Arbeitsfeldern Energiesysteme, Werkstoff- und Verfahrenstechnik und Geoengineering.[20]

- in.RET – Institut für Regenerative Energietechnik soll Unternehmen, Einrichtungen sowie Behörden durch Beratung, Energieforschung und Weiterbildung unterstützen. Es organisiert die Bachelorstudiengänge Regenerative Energietechnik und Wirtschaftsingenieurwesen für Nachhaltige Technologien sowie die energietechnischen Profilierungsrichtungen innerhalb des Masterstudiengangs Systems Engineering.[21]

- Institut für Informatik, Automatisierung und Elektronik (IAE). Als Lehr- und Forschungsinstitut deckt es die Bereiche Informatik, Web-Technologie, Automatisierungstechnik und Elektronik an der HS Nordhausen ab.[22]

- Institut für Public Management und Governance (IPMG),[23] wissenschaftliche Einrichtung des Fachbereichs Wirtschafts- und Sozialwissenschaften an der Hochschule Nordhausen. Mit der Bündelung von Qualifikationen in den Bereichen der Rechts-, Wirtschafts- und Sozialwissenschaften, um Handlungsoptionen bei kommunalen Steuerungsproblemen zu entwickeln und Lösungen zu erzielen. In den Feldern „Moderne Regulierung“, „Organisation und Personal“ und „Rechnungswesen und Controlling“ werden u. a. Leitbilder, Nachhaltigkeits- oder Demografie-Strategien, Marketing-Strategien sowie Fördermittelkonzepte für Kommunen erarbeitet.[23]

- Institut für Sozialmedizin, Rehabilitationswissenschaften und Versorgungsforschung (ISRV): Hier liegt der Schwerpunkt in der Forschung in den Bereichen der rehabilitativen, therapeutischen Sozialen Arbeit, Heilpädagogik, Transdisziplinären Frühförderung, Systemischen Beratung und Therapie.[24]

- Sensoriklabor für sensorische Produktforschung.[25]

- Schülerforschungszentrum (SFZ) begleitet projektorientiertes Forschen und Entwickeln.[26] Dabei erhalten Jugendliche einen wissenschaftlichen Überblick in den Bereichen Mathematik, Informatik, Naturwissenschaften und Technik.

Im Jahr 2019 erweiterte sich der Campus um einen ersten externen Standort, da Forschung im Technikumsmaßstab die Platzkapazitäten am Weinberg ausreizten. Das neu gegründete Thüringer Innovationszentrum für Wertstoffe (ThIWert) dient insbesondere der Forschung und Entwicklung im Bereich der Wertstoff- und Kreislaufwirtschaft.
Des Weiteren verfügt die Hochschule über das Referat für Forschung und Wissenschaftstransfer.

## Übergang in den Beruf
Durch den Career Service werden Studierenden bei dem Übergang vom Studium in den Beruf beraten und unterstützt.

### Ausgründungen
Ausgründungen aus Forschungseinrichtungen sind Teil der gewollten Strategie zur Steigerung wissensbasierter Gründungsideen. An solchen Ausgründungen beteiligen sich in der Regel Mitarbeiter der Einrichtungen und ggf. die Institute selbst. 2020 wurde HIKE – Der Hochschulinkubator an der Hochschule gegründet, welches Studierende und Mitarbeiter bei der Verwirklichung von Gründerideen unterstützen soll.
Bisher hat es bei der HS Nordhausen 25 Gründungen gegeben.
Beispiele:
- Im Jahr 2009 wurde die EKP Energie-Klima-Plan GmbH gegründet, welche auf der Basis von Modellräumen Handlungsempfehlungen und konkrete Projekte der energetischen Stadterneuerung formuliert.
- Die im Jahr 2015 gegründete New Engineering GmbH nutzt das technische Verständnis für die Unterstützung und Entwicklung sozialer und wirtschaftlicher Projekte.
- Im Jahr 2016 wurde mobeno gegründet, die für die Elektromobilität, Ladeinfrastruktur und Mobilitätsberatung stehen.

## Veranstaltungen auf dem Campus

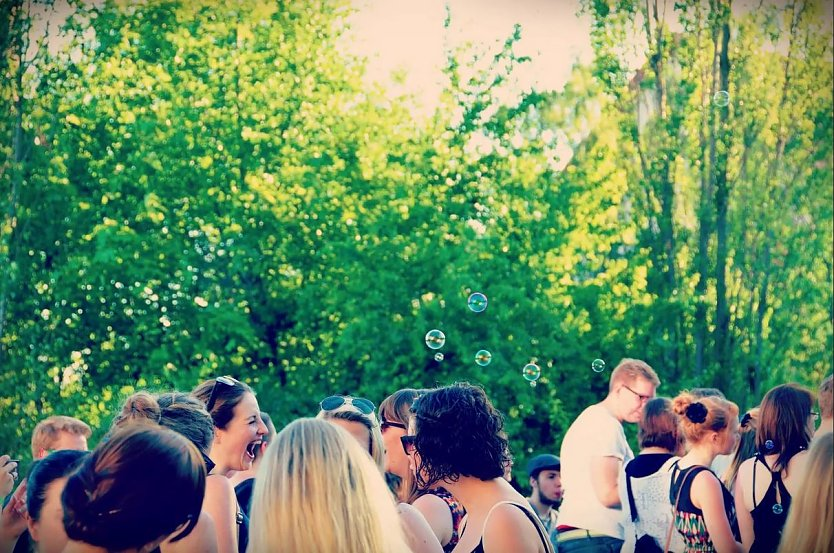
Impression vom Campusfest

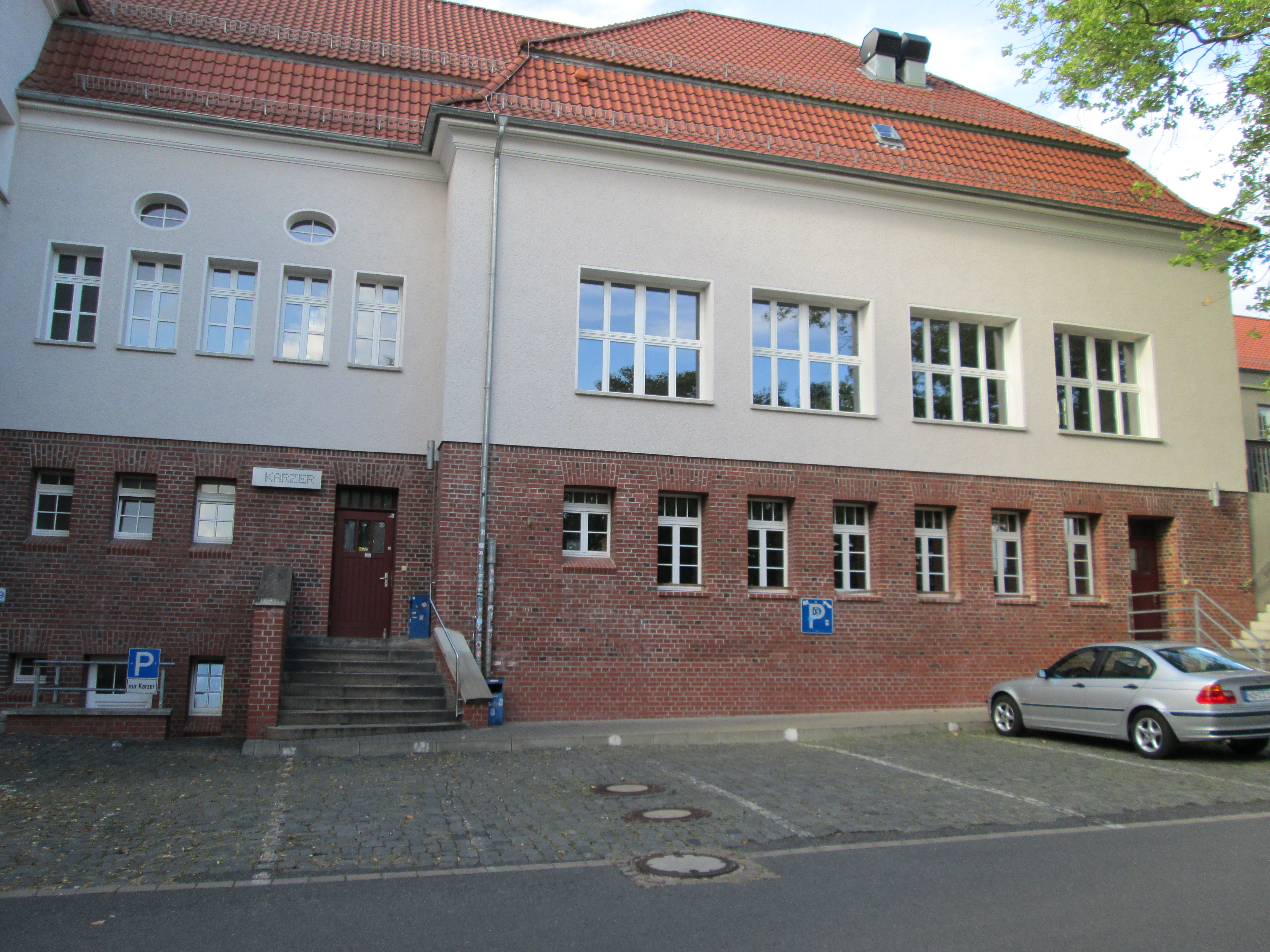
Studentenclub „KARZER“ – Haus 09

Auf dem Gelände der HS Nordhausen findet seit 2001 jährlich im Frühling oder Sommer das Campusfest statt, das vom Studentenclub KARZER organisiert wird. Zum Programm zählen dabei Sportturniere, Vorführungen und Livemusik an mehreren Bühnen und in verschiedenen Musikrichtungen. Die Größe des Campusfestes bewegt sich zwischen 2000 und 3000 Besuchern.
Die „Lange Nacht der Wissenschaften“ soll auf unterhaltsame Weise wissenschaftliche Themen und Informationen vermitteln, was in frei besuchbaren Vorträgen, Vorführungen und Workshops passiert. Die erste „Lange Nacht der Wissenschaften“ fand am 11. Oktober 2006 statt. Es folgten weitere Veranstaltungen, die jeweils zwischen 2500 und 5000 Besucher anzogen.
Die Hochschule Nordhausen öffnet ihre Pforten zum Hochschulinformationstag (HIT) – Tag der offenen Tür und ermöglicht interessierten jungen Menschen, Einblicke in das Studienangebot der Hochschule zu nehmen. An diesem Tag wird ein breites Programm geboten. Für Spätentschlossene findet jährlich im August bzw. September ein weiterer Hochschulinformationstag – der „Kleine Hochschulinformationstag“ – statt.
Am 8. und 9. Februar 2018 veranstaltete die HSN ihre erste wissenschaftliche Konferenz auf dem Gebiet der regenerativen Energietechnik. Ziel der seitdem jedes Jahr im Februar stattfindenden, zweitägigen RET.Con ist es, einen anwendungsorientierten wissenschaftlichen Informationsaustausch auf dem Gebiet der erneuerbaren Energien zu etablieren. Technologie- und sektorübergreifende Diskussionen sind Gegenstand der deutschsprachigen Konferenz.
Alle 2 Jahre veranstaltet die Hochschule Nordhausen aus Anlass des Kindertages eine Kinderuni, die an Schülerinnen und Schüler der Grundschulen in der Stadt und im Landkreis Nordhausen gerichtet ist. Die HSN bietet an diesem Tag zahlreiche Veranstaltungen an, um die Kinder für Wissenschaft und Technik zu begeistern. In kindgerechten Vorträgen und Experimenten machen die Kinder Bekanntschaft mit verschiedenen Themen aus den Bereichen Wissenschaft und Technik.
Zudem lädt die Hochschule jährlich ihre Alumni ein, um ehemalige Kommilitonen und Lehrende wiederzusehen und Netzwerke aufzubauen.
Am 24. April 2008 lud die damalige Fachhochschule Nordhausen zum 1. Nordhäuser Sekundärstoff-Workshop. Auf der jährlichen, zweitägigen Veranstaltung referieren Forscher und Fachvertreter aus den Bereichen Umwelt- und Recyclingtechnik über innovative Technologien zur Rückführung, Sortierung und Verwertung von Wertstoffen.
Am 17. März 2022 lud das Thüringer Innovationszentrum für Wertstoffe (ThIWert) der Hochschule Nordhausen zum 1. Thüringer Wertstoffdialog mit Schwerpunktthema Gips. Durch den Ausstieg aus der Kohleverstromung und dem damit verbundenen deutlichen Rückgang des zur Verfügung stehenden Gipses aus Rauchgasentschwefelungsanlagen muss nach Lösungen gesucht werden, die die entstehende Gips-Lücke nachhaltig schließen können. Die Besucher der Online-Veranstaltung erwartete ein fachlicher Austausch mit Vorträgen aus der Wissenschaft, der Wirtschaft und von Verbänden.
Der alljährlich stattfindende Sekundärrohstoff-Workshop der Hochschule Nordhausen wird zukünftig gemeinsam mit dem Wertstoffdialog des Thüringer Innovationszentrums für Wertstoffe (ThIWert) unter dem neuen Namen „Ressourcenforum Nordhausen“ durchgeführt. Die Veranstaltung findet seit 2023 jährlich im September oder Oktober an zwei Tagen statt.